# 3K95 Kindżał
3K95 Kindżał (ros. Кинжал, Kinżał) – radziecki, następnie rosyjski morski kompleks kierowanych przeciwlotniczych pocisków rakietowych (klasy woda-powietrze), bliskiego zasięgu (oznaczenie w kodzie NATO: SA-N-9 Gauntlet). Służy do zwalczania samolotów, śmigłowców i pocisków przeciwokrętowych. Pozostaje w służbie od końca lat 80. XX wieku.

## Historia
System Kinżał (pol. kindżał) stanowi morską wersję lądowego systemu 9K330 Tor. Miał zastąpić morski system Osa-M jako broń przeciwlotnicza i przeciwrakietowa bliskiego zasięgu nadająca się do zastosowania na mniejszych okrętach. Ostatecznie rozmiary systemu spowodowały, że zastosowanie na małych okrętach uznano za niepraktyczne i był stosowany na okrętach średniej wielkości jako podstawowy system przeciwlotniczy i na dużych okrętach jako uzupełniający. Prace rozpoczęto na skutek postanowienia Rady Ministrów ZSRR z 4 lutego 1975 roku. Wiodącym biurem konstrukcyjnym był instytut NPO Altair (główny konstruktor S. Fadiejew, który opracował wcześniej Wołnę-M). Samą rakietę opracowywał MKB Fakieł (dawne biuro OKB-2), a wyrzutnię KB Start z Jekaterynburga. W odróżnieniu od Osy-M, pociski w nowym systemie startowały z wyrzutni pionowych, po czym kierunek nadawały in silniki korekcyjne.
Z uwagi na opóźnienia, systemu nie otrzymały pierwsze okręty, które miały być w niego wyposażone, między innymi pierwsze niszczyciele rakietowe projektu 1155, wchodzące do służby od 1980 roku. Próby strzelań morskiej wersji prowadzono od 1982 roku na zaadaptowanej w tym celu w trakcie budowy korwecie przeciwpodwodnej MPK-104 (projektu 1124K), wyposażonej w trzy wyrzutnie. Już od końca 1983 roku zaczęły wchodzić do służby okręty uzbrojone w wyrzutnie Kinżał, poczynając od „Admirał Zacharow”. Ostateczne próby systemu zostały ukończone w 1986 roku. W ich trakcie pociski zestrzeliły między innymi cztery rakiety przeciwokrętowe P-35. 
System oficjalnie przyjęto na uzbrojenie w 1989 roku. W chwili wejścia do służby, na przełomie lat 80. i 90. system był bardzo nowoczesny i według opinii, przewyższał znacząco systemy rakietowe państw zachodnich tej klasy. W kodzie NATO system otrzymał oznaczenie SA-N-9 Gauntlet, a jego radar naprowadzania: Cross Swords. Od 1993 roku system oferowany był na eksport pod nazwą Klinok, lecz nie uzyskano zamówień.

## Opis

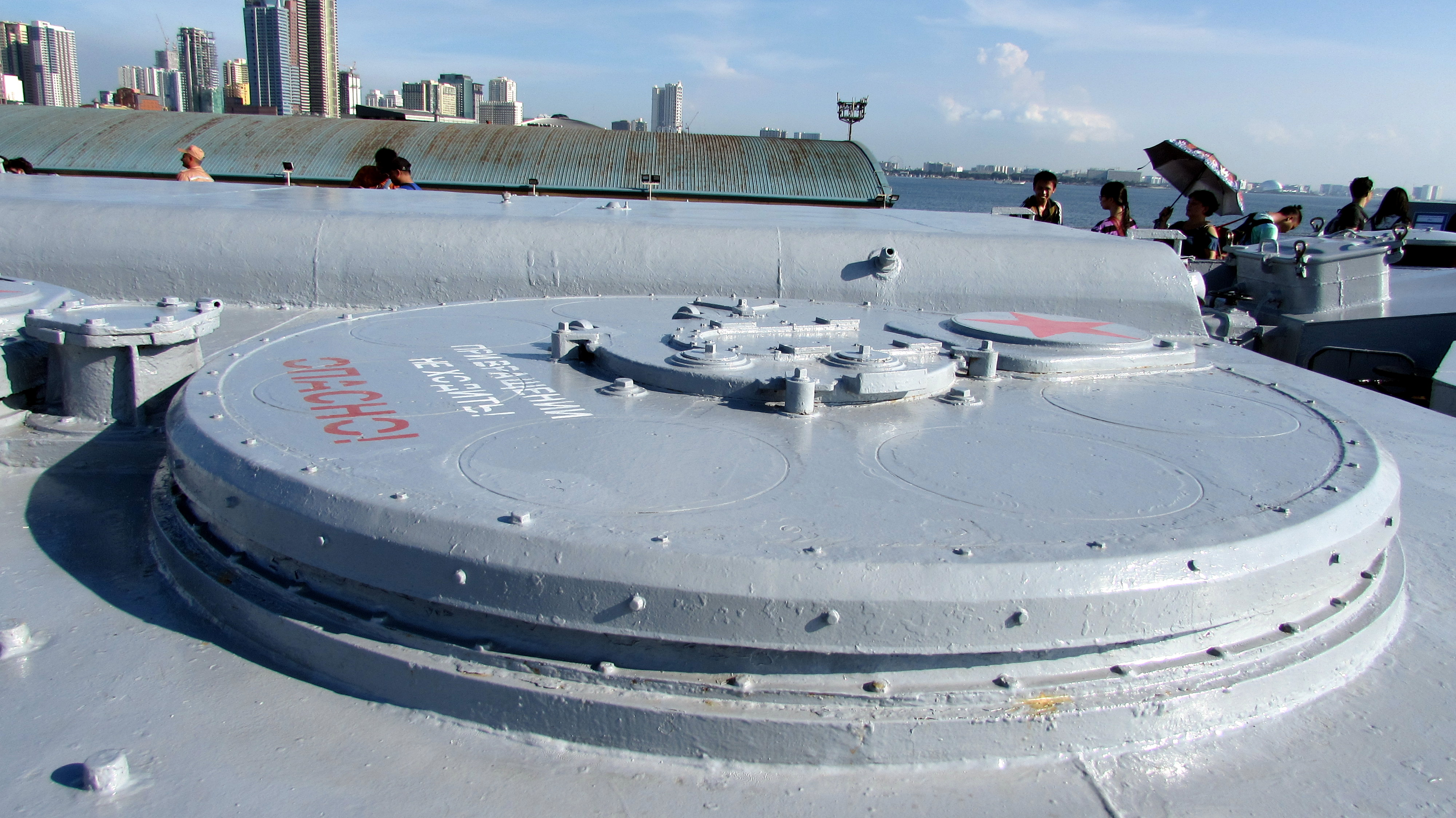
Zbliżenie bębna wyrzutni

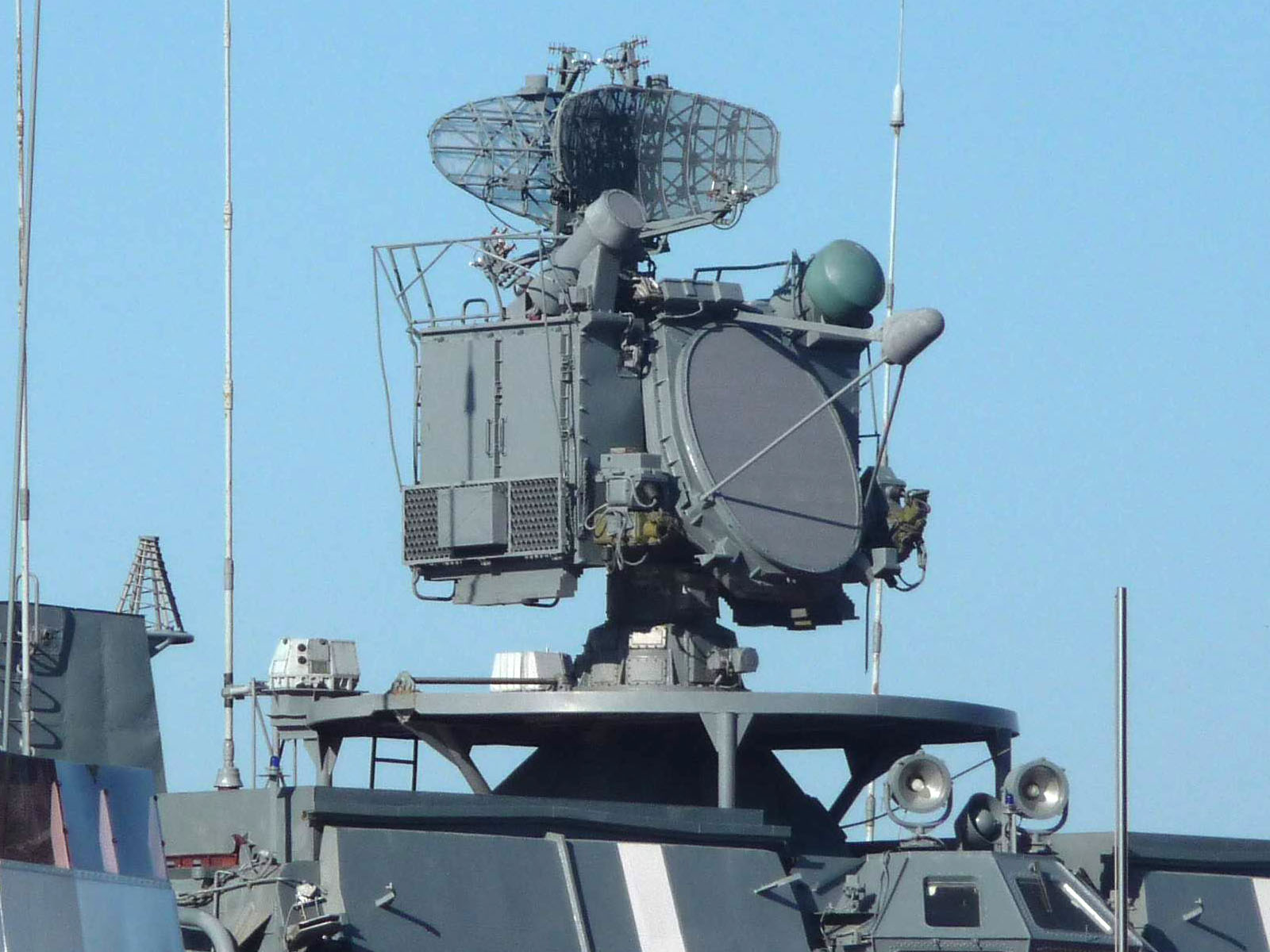
Radar 3R95

Pocisk ma masę 165 kg, w tym część bojowa 14,8 kg. Długość wynosi 2898 mm, średnica kadłuba 235 mm, rozpiętość stateczników 650 mm. Osiąga prędkość maksymalną 800 m/s.
Wyrzutnia pocisków 3S95 jest pionowa, bębnowa. Po 8 pocisków znajduje się w obrotowym bębnie z jednym oknem startowym. W skład jednego kompleksu wchodzą na ogół cztery wyrzutnie, a na krążownikach lotniczych – po sześć wyrzutni. 
Dla celów lecących z prędkością do 300 m/s zasięg zwalczania wynosi od 1,5 do 12 km i pułap od 10 metrów do 6 km. Przy celach o prędkości do 700 m/s zasięga spada do 5 km, a pułap do 4 km. Przerwa między odpaleniami wynosi 3 sekundy.

## Zastosowanie
- 1 korweta ZOP projektu 1124K MPK-104 (1 kompleks – 3 wyrzutnie)
- 9 niszczycieli rakietowych projektu 1155 (2 kompleksy po 4 wyrzutnie – nie na wszystkich)[6]
- 1 niszczyciel rakietowy projektu 11551 „Admirał Czabanienko” (2 kompleksy po 4 wyrzutnie)[9]
- 2 fregaty rakietowe projektu 1154 (1 kompleks – 4 wyrzutnie)[6]
- 1 krążownik lotniczy projektu 11434 „Admirał Gorszkow”, ex „Baku” (4 kompleksy po 6 wyrzutni)[10]
- 1 krążownik lotniczy projektu 11435 „Admirał Kuzniecow” (4 kompleksy po 6 wyrzutni)[11]
- 1 krążownik rakietowy projektu 11442 „Piotr Wielikij” (1 kompleks – 8 wyrzutni)[12]